# فرودگاه کریستینا لیک
فرودگاه کریستینا لیک (به انگلیسی: Christina Lake Aerodrome) یک فرودگاه خصوصی است که یک باند فرود شن دارد و طول باند آن ۱٬۲۲۳ متر متر است. این فرودگاه در کشور کانادا قرار دارد و در ارتفاع ۵۸۱ متر متری از سطح دریا واقع شده‌است.